# 地匹福林
地匹福林（INN：dipivefrine；USAN：dipivefrin；商品名Propine等）是肾上腺素的前药，用于治疗开角型青光眼。 它以0.1%的眼用溶液形式提供。它在美国不再可用。

## 禁忌症
将地匹福林用于窄角型青光眼可能很危险，因为它可能使眼睛容易受到闭角攻击，导致压力和疼痛增加，并可能导致视力丧失。

## 副作用
地匹福林最常见的副作用是烧灼感、刺痛和其他眼睛刺激。肾上腺素可能会产生但不常见的副作用：心跳过速、高血压和心律失常。

## 药理学
地匹福林能够渗透角膜，然后被酯酶水解为肾上腺素。它增加房水的流出并减少房水的形成（通过其对α1和α2受体的作用介导），从而降低眼内压力。它还增加小梁滤过细胞的传导性（β2受体介导的作用）。它比肾上腺素更受青睐，因为它作用时间更长、作用更一致且耐受性更好。